# Olympische Sommerspiele 1964/Teilnehmer (Italien)
| Gelbes Symbol für Goldmedaillen mit stilisierten Olympischen Ringen | Graues Symbol für Silbermedaillen mit stilisierten Olympischen Ringen | Braundes Symbol für Bronzemedaillen mit stilisierten Olympischen Ringen |
| ------------------------------------------------------------------- | --------------------------------------------------------------------- | ----------------------------------------------------------------------- |
| 10                                                                  | 10                                                                    | 7                                                                       |

Italien nahm an den Olympischen Sommerspielen 1964 in Tokio mit einer Delegation von 168 Athleten (157 Männer und 11 Frauen) an 91 Wettkämpfen in 18 Sportarten teil. 
Die italienischen Sportler gewannen zehn Gold-, zehn Silber- und sieben Bronzemedaillen, womit Italien den fünften Platz im Medaillenspiegel belegte. Olympiasieger wurden der Leichtathlet Abdon Pamich im 50-km-Gehen, der Sportschütze Ennio Mattarelli im Trap, der Turner Franco Menichelli am Boden, die Boxer Fernando Atzori im Fliegengewicht und Cosimo Pinto im Halbschwergewicht, die Radsportler Giovanni Pettenella im Bahn-Sprint, Mario Zanin im Straßenrennen und Sergio Bianchetto und Angelo Damiano im Bahn-Tandem-Sprint, sowie die Vielseitigkeitsreiter Mauro Checcoli im Einzel und Paolo Angioni, Mauro Checcoli und Giuseppe Ravano in der Mannschaftswertung. Fahnenträger bei der Eröffnungsfeier war der Fechter Giuseppe Delfino.

## Teilnehmer nach Sportarten

### Basketball
- 5. Platz
Augusto Giomo
Franco Bertini
Gabriele Vianello
Gianfranco Lombardi
Gianfranco Pieri
Gianfranco Sardagna
Giovanni Gavagnin
Giusto Pellanera
Massimo Masini
Ottorino Flaborea
Paolo Vittori
Sauro Bufalini

### Boxen
- Fernando Atzori
Fliegengewicht: Gold

- Franco Zurlo
Bantamgewicht: im Achtelfinale ausgeschieden

- Giovanni Girgenti
Federgewicht: in der 1. Runde ausgeschieden

- Bruno Arcari
Leichtgewicht: in der 1. Runde ausgeschieden

- Ermanno Fasoli
Halbweltergewicht: im Achtelfinale ausgeschieden

- Silvano Bertini
Weltergewicht: Bronze

- Massimo Bruschini
Halbmittelgewicht: in der 1. Runde ausgeschieden

- Franco Valle
Mittelgewicht: Bronze

- Cosimo Pinto
Halbschwergewicht: Gold

- Giuseppe Ros
Schwergewicht: Bronze

### Fechten
Männer
- Mario Curletto
Florett: 17. Platz
Florett Mannschaft: 7. Platz

- Nicola Granieri
Florett: im Viertelfinale ausgeschieden
Florett Mannschaft: 7. Platz

- Pasquale La Ragione
Florett: im Viertelfinale ausgeschieden
Florett Mannschaft: 7. Platz

- Gianguido Milanesi
Florett Mannschaft: 7. Platz

- Arcangelo Pinelli
Florett Mannschaft: 7. Platz

- Gianluigi Saccaro
Degen: 4. Platz
Degen Mannschaft: Silber

- Alberto Pellegrino
Degen: 17. Platz
Degen Mannschaft: Silber

- Giuseppe Delfino
Degen: 17. Platz
Degen Mannschaft: Silber

- Giovanni Battista Breda
Degen Mannschaft: Silber

- Gianfranco Paolucci
Degen Mannschaft: Silber

- Pierluigi Chicca
Säbel: 9. Platz
Säbel Mannschaft: Silber

- Cesare Salvadori
Säbel: 9. Platz
Säbel Mannschaft: Silber

- Wladimiro Calarese
Säbel: im Viertelfinale ausgeschieden
Säbel Mannschaft: Silber

- Giampaolo Calanchini
Säbel Mannschaft: Silber

- Mario Ravagnan
Säbel Mannschaft: Silber

Frauen
- Antonella Ragno
Florett: Bronze 
Florett Mannschaft: 4. Platz

- Giovanna Masciotta
Florett: 6. Platz
Florett Mannschaft: 4. Platz

- Bruna Colombetti
Florett: 7. Platz
Florett Mannschaft: 4. Platz

- Irene Camber
Florett Mannschaft: 4. Platz

- Natalina Sanguinetti
Florett Mannschaft: 4. Platz

### Gewichtheben
- Renzo Grandi
Bantamgewicht: 12. Platz

- Sebastiano Mannironi
Federgewicht: 5. Platz

### Judo
- Bruno Carmeni
Leichtgewicht: 19. Platz

- Nicola Tempesta
Schwergewicht: 6. Platz

### Kanu
Männer
- Cesare Beltrami
Zweier-Kajak 1000 m: 6. Platz
Vierer-Kajak 1000 m: 6. Platz

- Cesare Zilioli
Zweier-Kajak 1000 m: 6. Platz
Vierer-Kajak 1000 m: 6. Platz

- Claudio Agnisetta
Vierer-Kajak 1000 m: 6. Platz

- Angelo Pedroni
Vierer-Kajak 1000 m: 6. Platz

### Leichtathletik
Männer
- Ito Giani
100 m: im Vorlauf ausgeschieden

- Livio Berruti
200 m: 5. Platz
4-mal-100-Meter-Staffel: 7. Platz

- Sergio Ottolina
200 m: 8. Platz
4-mal-100-Meter-Staffel: 7. Platz

- Sergio Bello
400 m: im Viertelfinale ausgeschieden
4-mal-400-Meter-Staffel: im Vorlauf ausgeschieden

- Francesco Bianchi
800 m: im Vorlauf ausgeschieden
1500 m: im Vorlauf ausgeschieden

- Giorgio Jegher
Marathon: 17. Platz

- Antonino Ambu
Marathon: 40. Platz

- Eddy Ottoz
110 m Hürden: 4. Platz

- Giovanni Cornacchia
110 m Hürden: 7. Platz

- Giorgio Mazza
110 m Hürden: 8. Platz

- Salvatore Morale
400 m Hürden: Bronze 
4-mal-400-Meter-Staffel: im Vorlauf ausgeschieden

- Roberto Frinolli
400 m Hürden: 6. Platz
4-mal-400-Meter-Staffel: im Vorlauf ausgeschieden

- Ennio Preatoni
4-mal-100-Meter-Staffel: 7. Platz

- Pasquale Giannattasio
4-mal-100-Meter-Staffel: 7. Platz

- Bruno Bianchi
4-mal-400-Meter-Staffel: im Vorlauf ausgeschieden

- Abdon Pamich
50 km Gehen: Gold

- Mauro Bogliatto
Hochsprung: 16. Platz

- Renato Dionisi
Stabhochsprung: 25. Platz

- Silvano Meconi
Kugelstoßen: 17. Platz

- Carlo Lievore
Speerwurf: 15. Platz

- Franco Sar
Zehnkampf: 13. Platz

Frauen
- Maria Vittorina Trio
Weitsprung: 14. Platz

### Moderner Fünfkampf
- Alfonso Ottaviani
Einzel: 14. Platz

### Radsport
- Mario Zanin
Straßenrennen: Gold

- Severino Andreoli
Straßenrennen: 28. Platz
Straße Mannschaftszeitfahren: Silber

- Felice Gimondi
Straßenrennen: 33. Platz

- Ferruccio Manza
Straßenrennen: Rennen nicht beendet
Straße Mannschaftszeitfahren: Silber

- Luciano Dalla Bona
Straße Mannschaftszeitfahren: Silber

- Pietro Guerra
Straße Mannschaftszeitfahren: Silber

- Giovanni Pettenella
Bahn Sprint: Gold 
Bahn 1000 m Zeitfahren: Silber

- Sergio Bianchetto
Bahn Sprint: Silber 
Bahn Tandem Sprint 2000 m: Gold

- Angelo Damiano
Bahn Tandem Sprint 2000 m: Gold

- Giorgio Ursi
Bahn 4000 m Einerverfolgung: Silber

- Luigi Roncaglia
Bahn 4000 m Mannschaftsverfolgung: Silber

- Cencio Mantovani
Bahn 4000 m Mannschaftsverfolgung: Silber

- Carlo Rancati
Bahn 4000 m Mannschaftsverfolgung: Silber

- Franco Testa
Bahn 4000 m Mannschaftsverfolgung: Silber

### Reiten
- Piero D’Inzeo
Springreiten: 9. Platz
Springreiten Mannschaft: Bronze

- Raimondo D’Inzeo
Springreiten: 11. Platz
Springreiten Mannschaft: Bronze

- Graziano Mancinelli
Springreiten: 19. Platz
Springreiten Mannschaft: Bronze

- Mauro Checcoli
Vielseitigkeit: Gold 
Vielseitigkeit Mannschaft: Gold

- Paolo Angioni
Vielseitigkeit: 11. Platz
Vielseitigkeit Mannschaft: Gold

- Giuseppe Ravano
Vielseitigkeit: 14. Platz
Vielseitigkeit Mannschaft: Gold

- Alessandro Argenton
Vielseitigkeit: ausgeschieden
Vielseitigkeit Mannschaft: Gold

### Ringen
- Ignazio Fabra
Fliegengewicht, griechisch-römisch: 4. Platz

- Michele Toma
Bantamgewicht, griechisch-römisch: in der 3. Runde ausgeschieden

- Adelmo Bulgarelli
Halbschwergewicht, griechisch-römisch: in der 3. Runde ausgeschieden

- Vincenzo Grassi
Fliegengewicht, Freistil: in der 4. Runde ausgeschieden

- Gaetano De Vescovi
Weltergewicht, Freistil: in der 4. Runde ausgeschieden

### Rudern
- Romano Sgheiz
Vierer ohne Steuermann: 5. Platz

- Fulvio Balatti
Vierer ohne Steuermann: 5. Platz

- Giovanni Zucchi
Vierer ohne Steuermann: 5. Platz

- Luciano Sgheiz
Vierer ohne Steuermann: 5. Platz

- Renato Bosatta
Vierer mit Steuermann: Silber

- Emilio Trivini
Vierer mit Steuermann: Silber

- Giuseppe Galante
Vierer mit Steuermann: Silber

- Franco De Pedrina
Vierer mit Steuermann: Silber

- Giovanni Spinola
Vierer mit Steuermann: Silber

- Dario Giani
Achter mit Steuermann: 6. Platz

- Sergio Tagliapietra
Achter mit Steuermann: 6. Platz

- Gianpietro Gilardi
Achter mit Steuermann: 6. Platz

- Francesco Glorioso
Achter mit Steuermann: 6. Platz

- Pietro Polti
Achter mit Steuermann: 6. Platz

- Giuseppe Schiavon
Achter mit Steuermann: 6. Platz

- Orlando Savarin
Achter mit Steuermann: 6. Platz

- Sereno Brunello
Achter mit Steuermann: 6. Platz

- Ivo Stefanoni
Achter mit Steuermann: 6. Platz

### Schießen
- Giovanni Liverzani
Schnellfeuerpistole 25 m: 31. Platz

- Ugo Amicosante
Schnellfeuerpistole 25 m: 36. Platz

- Ugo Simoni
Freie Pistole 50 m: 33. Platz

- Ennio Mattarelli
Trap: Gold

- Galliano Rossini
Trap: 4. Platz

### Schwimmen
Männer
- Pietro Boscaini
100 m Freistil: im Halbfinale ausgeschieden
4-mal-200-Meter-Freistil-Staffel: 8. Platz
4-mal-100-Meter-Lagen-Staffel: 7. Platz

- Bruno Bianchi
100 m Freistil: im Vorlauf ausgeschieden
4-mal-200-Meter-Freistil-Staffel: 8. Platz

- Sergio De Gregorio
100 m Freistil: im Vorlauf ausgeschieden
400 m Freistil: im Vorlauf ausgeschieden
4-mal-200-Meter-Freistil-Staffel: 8. Platz

- Giovanni Orlando
400 m Freistil: im Vorlauf ausgeschieden
4-mal-200-Meter-Freistil-Staffel: 8. Platz

- Pierpaolo Spangaro
400 m Freistil: im Vorlauf ausgeschieden

- Dino Rora
200 m Rücken: im Halbfinale ausgeschieden
4-mal-100-Meter-Lagen-Staffel: 7. Platz

- Ezio Della Savia
200 m Rücken: im Halbfinale ausgeschieden

- Gian Corrado Gross
200 m Brust: im Vorlauf ausgeschieden
4-mal-100-Meter-Lagen-Staffel: 7. Platz

- Cesare Caramelli
200 m Brust: im Vorlauf ausgeschieden

- Giampiero Fossati
200 m Schmetterling: im Halbfinale ausgeschieden
4-mal-100-Meter-Lagen-Staffel: 7. Platz

- Antonio Rastrelli
200 m Schmetterling: im Vorlauf ausgeschieden

Frauen
- Daniela Beneck
100 m Freistil: im Halbfinale ausgeschieden
4-mal-100-Meter-Freistil-Staffel: 8. Platz

- Paola Saini
100 m Freistil: im Vorlauf ausgeschieden
4-mal-100-Meter-Freistil-Staffel: 8. Platz

- Mara Sacchi
100 m Freistil: im Vorlauf ausgeschieden
4-mal-100-Meter-Freistil-Staffel: 8. Platz

- Maria Cristina Pacifici
4-mal-100-Meter-Freistil-Staffel: 8. Platz

- Anna Maria Cecchi
100 m Schmetterling: im Halbfinale ausgeschieden

### Segeln
- Luigi Croce
Star: 15. Platz

- Luigi Saidelli
Star: 15. Platz

- Mario Capio
Flying Dutchman: 10. Platz

- Marco Sartori
Flying Dutchman: 10. Platz

- Sergio Sorrentino
Drachen: 6. Platz

- Annibale Pelaschier
Drachen: 6. Platz

- Sergio Furlan
Drachen: 6. Platz

- Agostino Straulino
5,5-Meter-Klasse: 4. Platz

- Bruno Petronio
5,5-Meter-Klasse: 4. Platz

- Massimo Minervini
5,5-Meter-Klasse: 4. Platz

### Turnen
Männer
- Franco Menichelli
Einzelmehrkampf: 5. Platz
Boden: Gold 
Pferdsprung: 24. Platz
Barren: Bronze 
Reck: 7. Platz
Ringe: Silber 
Seitpferd: 11. Platz
Mannschaftsmehrkampf: 4. Platz

- Luigi Cimnaghi
Einzelmehrkampf: 21. Platz
Boden: 46. Platz
Pferdsprung: 54. Platz
Barren: 14. Platz
Reck: 21. Platz
Ringe: 35. Platz
Seitpferd: 17. Platz
Mannschaftsmehrkampf: 4. Platz

- Giovanni Carminucci
Einzelmehrkampf: 27. Platz
Boden: 30. Platz
Pferdsprung: 54. Platz
Barren: 7. Platz
Reck: 63. Platz
Ringe: 25. Platz
Seitpferd: 54. Platz
Mannschaftsmehrkampf: 4. Platz

- Pasquale Carminucci
Einzelmehrkampf: 42. Platz
Boden: 61. Platz
Pferdsprung: 69. Platz
Barren: 45. Platz
Reck: 63. Platz
Ringe: 28. Platz
Seitpferd: 50. Platz
Mannschaftsmehrkampf: 4. Platz

- Angelo Vicardi
Einzelmehrkampf: 63. Platz
Boden: 84. Platz
Pferdsprung: 77. Platz
Barren: 45. Platz
Reck: 63. Platz
Ringe: 81. Platz
Seitpferd: 36. Platz
Mannschaftsmehrkampf: 4. Platz

- Bruno Franceschetti
Einzelmehrkampf: 75. Platz
Boden: 69. Platz
Pferdsprung: 86. Platz
Barren: 79. Platz
Reck: 102. Platz
Ringe: 38. Platz
Seitpferd: 45. Platz
Mannschaftsmehrkampf: 4. Platz

### Wasserball
- 4. Platz
Dante Rossi
Giuseppe D’Altrui
Eraldo Pizzo
Gianni Lonzi
Franco Lavoratori
Rosario Parmegiani
Mario Cevasco
Eugenio Merello
Alberto Spinola
Danio Bardi
Giancarlo Guerrini
Fritz Dennerlein

### Wasserspringen
Männer
- Franco Cagnotto
3 m Kunstspringen: 10. Platz
10 m Turmspringen: 23. Platz

- Klaus Dibiasi
3 m Kunstspringen: 13. Platz
10 m Turmspringen: Silber